# Bestune X80
Bestune X80 — выпускавшийся в 2013—2020 годах компактный кроссовер китайского производителя Bestune — суббренда компании FAW.

## История
Автомобиль был представлен в 2013 году на Шанхайском автосалоне, с мая 2013 года вышел на рынок в Китая.
Построена на базе модели Mazda 6 первого поколения. Оснащается четырёхцилиндровым бензиновым двигателем ET3 с рабочим объёмом в 2,0 литра и мощностью 146 л. с. либо 2,3-литровым мощностью 154 л. с. Привод — только передний.
В сентябре 2014 года в Китае была представлена версия X80 Sport с турбированным 1,8-литровым бензиновым двигателем мощностью 186 л. с. и отличающаяся внешними элементами: красной полосой решётки радиатора, тормозными суппортами красного цвета и крышей чёрного цвета.
В 2016-м году модель прошла рестайлинг.

## В России
Модель дважды представляли на автосалоне в Москве в 2014 и 2016 годах, однако продажи начаты не были.
В феврале 2017 года сборка модели была начата на калининградском предприятии «Автотор», в апреле 2017 модель начали продавать в России.
Автомобиль предлагается с 2,0-литровым бензиновым двигателем мощностью 142 л. с. с 6-ступенчатой АКПП фирмы Aisin.
В июле 2018 года стартовали продажи обновлённой версии. Помимо автомата стала доступна 6-ступенчатая МКПП.

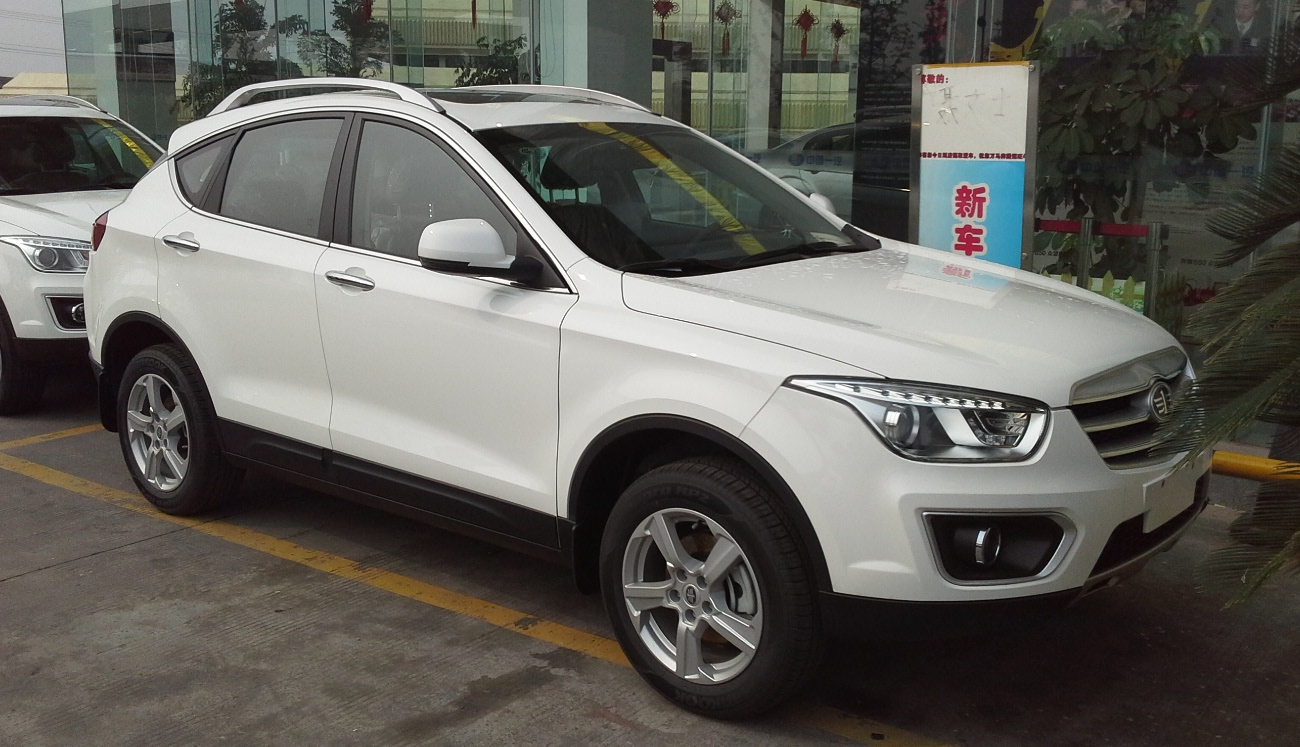
до рестайлинга
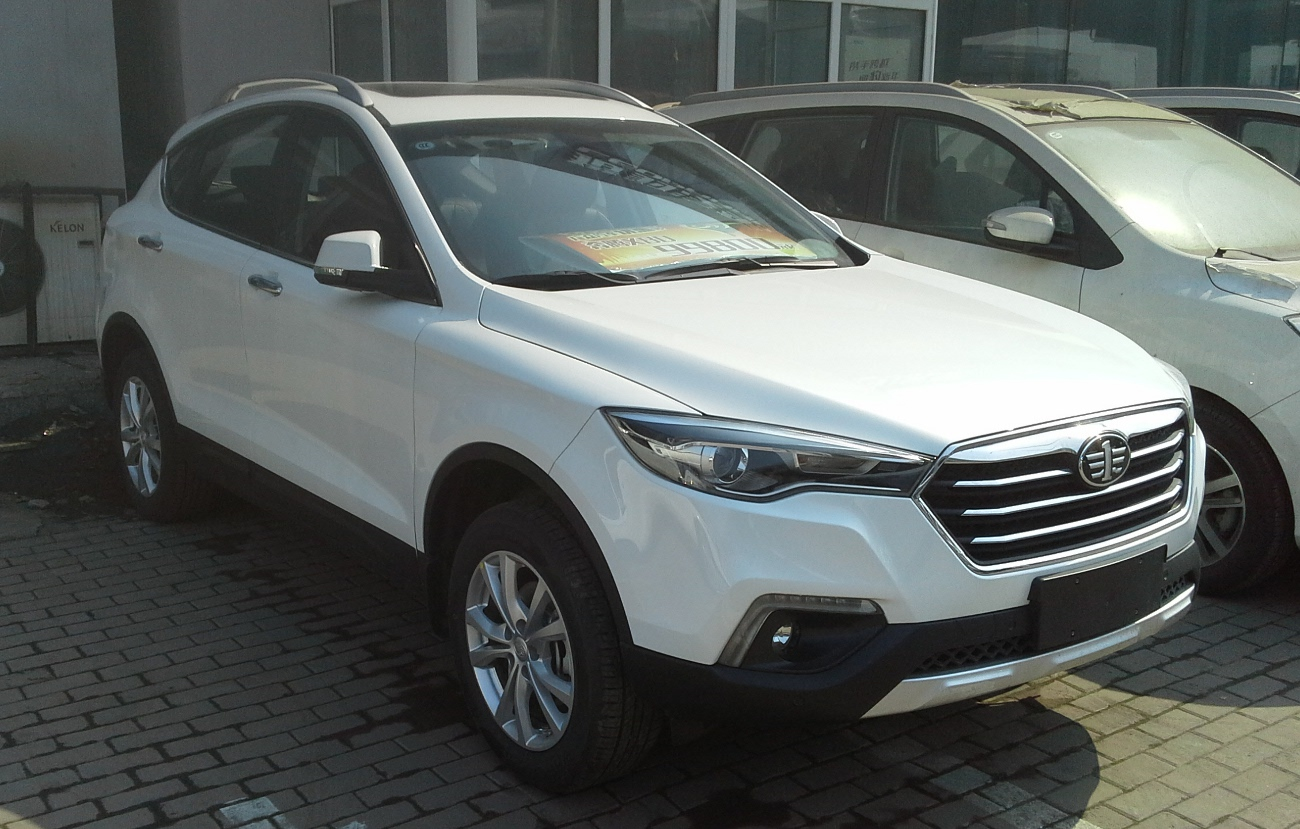
после рестайлинга